# Алия (река)
Алия (на италиански: Allia) е река в Лацио в Италия. Около нея е разположен град Монтеротондо. Влива се в Тибър на 17 km от Рим.
През 387 пр.н.е. (или 390 пр.н.е.) при реката се провежда битка между галските сенони с командир Брен и римляните с командири Марк Манлий Капитолин и Квинт Сулпиций Лонг.